# Factotum (film)
Pour les articles homonymes, voir Factotum.
Pour le roman de Charles Bukowski, voir Factotum (roman).
Pour plus de détails, voir Fiche technique et Distribution.
Factotum est un film américano-norvégien réalisé par Bent Hamer, sorti en 2005.
Le film a été présenté en avant première au Festival international du film de Trondheim le 12 avril 2005.

## Synopsis
Le film a pour personnage principal Hank Chinaski, connu comme l'alter égo de Bukowski.
Dans le film, Chinaski (Matt Dillon) enchaîne les petits boulots et les maîtresses. Il se considère comme un écrivain. Il explique devoir coucher par écrit les mots qui bouillonnent en lui. Chaque semaine, il envoie quelques nouvelles à des journaux littéraires. 
Il rencontre Jan (Lili Taylor).

## Fiche technique
- Réalisation : Bent Hamer
- Scénario : Bent Hamer et Jim Stark
- D'après le roman de Charles Bukowski
- Musique : Kristin Asbjørnsen
- Décors : Eve Cauley Turner
- Costume : Tere Duncan
- Photo : John Christian Rosenlund
- Montage : Pål Gengenbach
- Budget : 1 million de dollars
- Format : 1,33:1 - Dolby Digital - 35 mm
- Langue : anglais américain

## Distribution
- Matt Dillon : Hank Chinaski
- Lili Taylor : Jan
- Fisher Stevens : Manny
- Marisa Tomei : Laura
- Didier Flamand : Pierre
- Adrienne Shelly : Jerry
- Karen Young : Grace
- Tony Lyons : Tony Endicott

## Autour du film
- Ami de Charles Bukowski auquel il dédia son deuxième film en tant que réalisateur, Crossing Guard, l'acteur Sean Penn fut un temps pressenti pour interpréter le rôle de Henry Chinaski.
- Lors de la projection du 14 avril 2005 à Trondheim, Norvège, Factotum fut le premier film au monde à être projeté en numérique avec une résolution de 4K (4096x2160).
- Un factotum désigne une personne chargée de tout faire dans une maison ou auprès de quelqu'un.

## Récompenses
- Nomination au prix du meilleur réalisateur lors des Amanda Awards 2005.